# باشگاه فوتبال سمارانگ
باشگاه فوتبال سمارانگ اندونزی که معمولاً با نام اختصاری پی‌اس‌آی‌اس شناخته می‌شود، یک باشگاه فوتبال حرفه‌ای اندونزیایی است که در سمارانگ، جاوه مرکزی مستقر است. این باشگاه بازی‌های خانگی خود را در ورزشگاه جاتیدیری برگزار می‌کند. آنها پس از سقوط در فصل ۲۵–۲۰۲۴ لیگ ۱، در لیگ ۲ رقابت می‌کنند.